# Dwight William Tryon

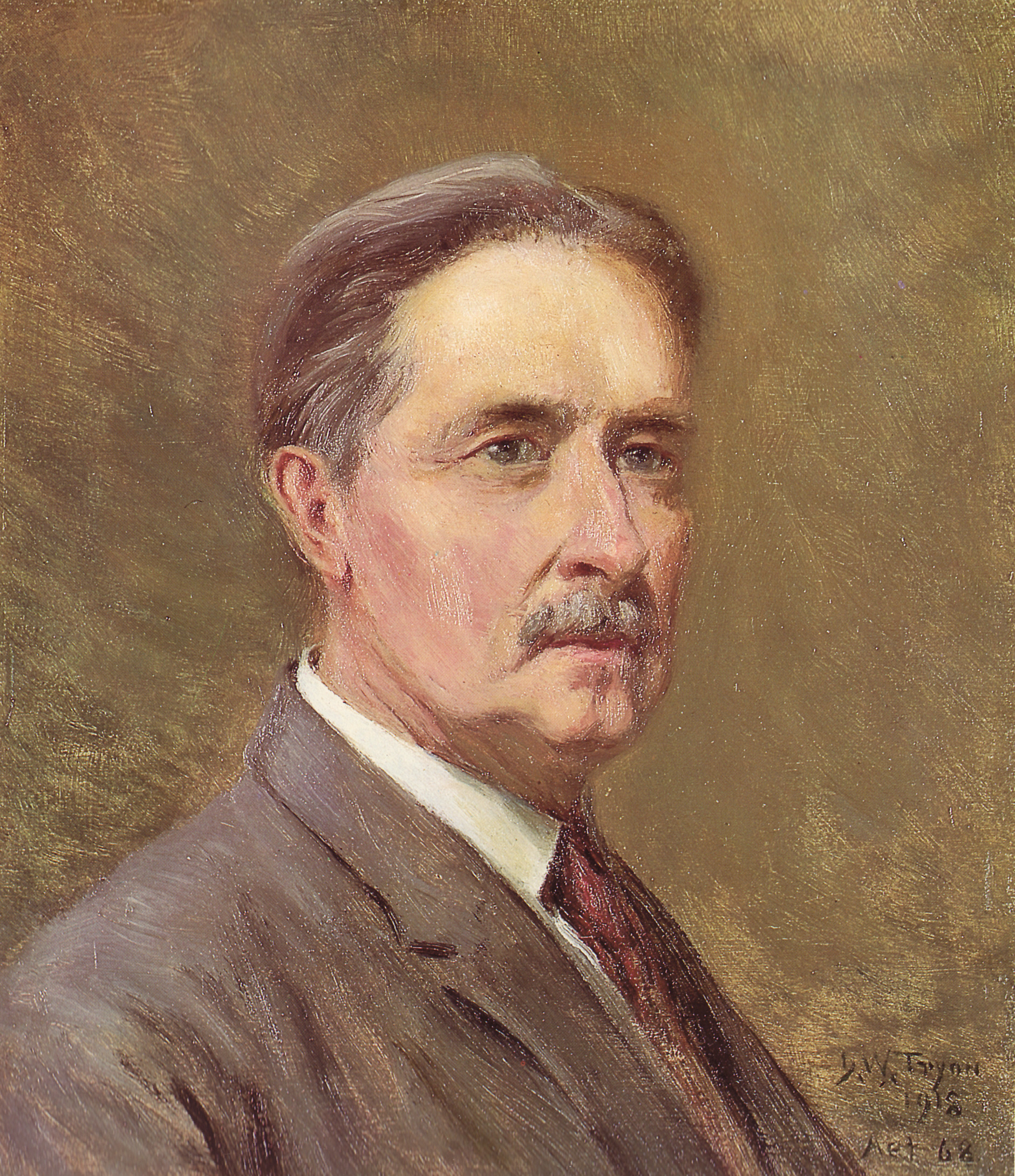
Selbstporträt, 1918

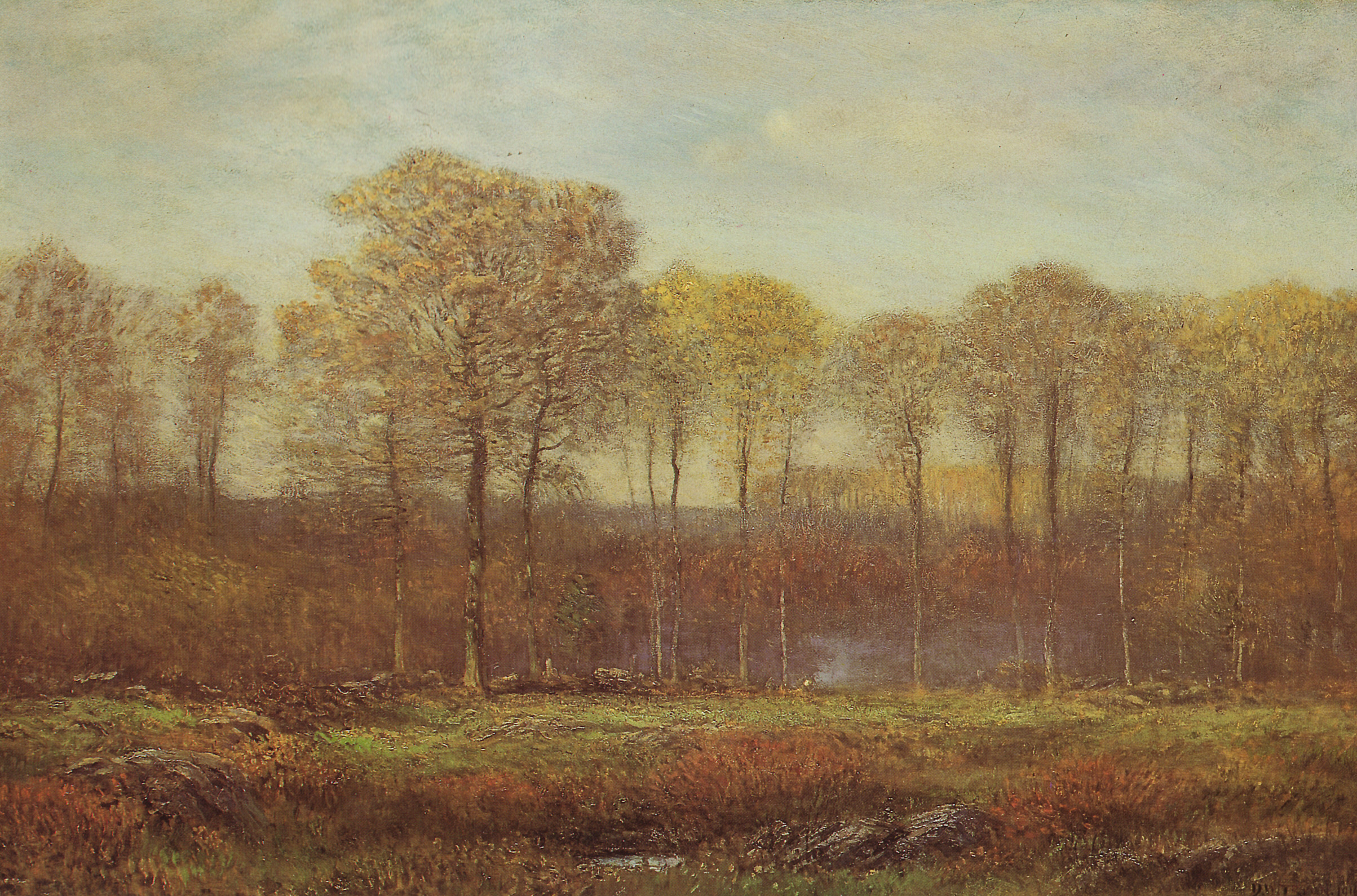
Autumn: New England

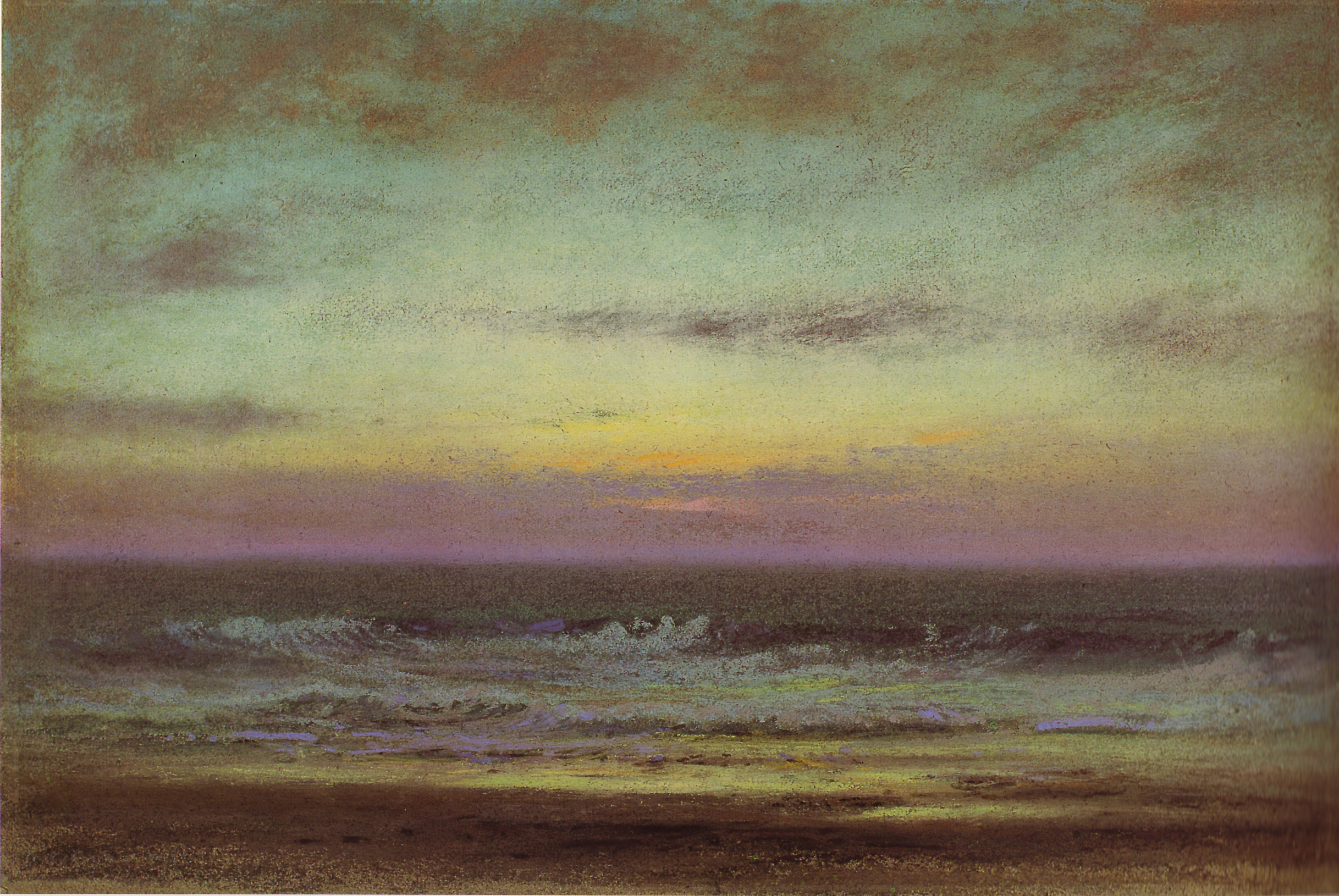
After Sunset: Looking East

Dwight William Tryon (* 13. August 1849 in Hartford (Connecticut); † 1. Juli 1925 in South Dartmouth) war ein amerikanischer Landschaftsmaler im späten 19. und frühen 20. Jahrhundert. Seine Arbeit war beeinflusst von James McNeill Whistler, und er ist am bekanntesten für seine Landschaften und Seestücke, die im tonalistischen Stil gemalt sind.

## Leben

### Jugend
Tryons Vater starb bei einem Schusswaffenunfall, bevor er 4 Jahre alt war, und er wurde von seiner Mutter auf der Farm des Großvaters in East Hartford aufgezogen. Sein Interesse an der Kunst entwickelte sich auf natürlichem Wege. Als junger Mann arbeitete Tryon in einem bekannten Hartforder Buchladen und studierte Kunst-Anleitungsbücher aus der Auslage. In seiner Freizeit skizzierte er die umgebende Landschaft.
1870 verkaufte er sein erstes Bild. Nachdem er auf lokaler Ebene ausgestellt und verkauft hatte, stellte er 1873 erfolgreich in der National Academy of Design aus. In seiner künstlerischen Überzeugung bestärkt, heiratete Tryon, quittierte seinen Job im Buchladen und wurde Vollzeit-Künstler. Einige seiner ersten Arbeiten aus dieser Periode sind Seestücke und Hafenblicke in luministischer Art. Bald darauf jedoch wandte er sich der Schule von Barbizon zu, die zu diesem Zeitpunkt unter amerikanischen Künstlern populär wurde. Möglicherweise wurde er beeinflusst von George Inness und Alexander Helwig Wyant.

### Ausbildung
1876 entschied Tryon seine Fähigkeiten durch ein formales Studium der Kunst zu verbessern. Er versteigerte alle seine Gemälde und, mit der Hilfe eines Gönners, reiste mit seiner Frau nach Frankreich. Er arbeitete im Atelier von Jacquesson de la Chevreuse und belegte Klassen an der École des Beaux-Arts. Er erhielt auch Unterweisungen von Charles-François Daubigny, Henri Harpignies und Jean Baptiste-Antoine Guillemet. Der Impressionismus blühte im Frankreich Tryons, aber er wurde nicht beeinflusst von dem neuen Stil, sondern blieb der Schule von Barbizon treu.
Tryon bereiste und malte Europa mit seiner Frau und traf Abbott Thayer und dessen Frau, mit denen er sich anfreundete. 1881 kehrte er in die Vereinigten Staaten zurück, wo er Landschaften malte und Landschaftsmalerei lehrte. In New York freundete er sich mit den Künstlern Robert Swain Gifford und Thomas Dewing an. Er wurde ein frühes Mitglied der Society of American Artists und fuhr damit fort Gemälde in der National Academy of Design auszustellen. Er wurde Mitglied der American Watercolor Society und 1908 des National Institute of Arts and Letters (heute American Academy of Arts and Letters).

### Weiteres Schaffen
Auf Rat von Gifford bauten Tryon und seine Frau 1887 ein Sommerhaus in South Dartmouth. Wenngleich er die Winter in New York City verbrachte, wurde South Dartmouth seine Heimat für den Rest seines Lebens. Die Küstenregion kam seinen ästhetischen Sensibilitäten entgegen und erlaubte ihm seinem Hobby, dem Fischen, nachzugehen.
In den späten 1880ern begann Tryon Landschaften in einem Stil zu malen, der sein reifer und ikonischer Stil werden sollte. Meistens in Öl arbeitend enthielten seine Gemälde typischerweise eine Gruppe oder unterbrochene Reihe von Bäumen in mittlerer Entfernung, oft herbstlich gefärbt, den leuchtenden Himmel teilend, und einen Vordergrund aus Sumpf oder Weideland. Er fuhr auch fort Seestücke in seiner reifen Karriere zu malen, oft mit Pastellen, um Wasser, Himmel und Strand in verschiedenem Wetter und Licht darzustellen. Er stellte national aus, aber bevorzugte die Pennsylvania Academy of the Fine Arts in Philadelphia und die Montross Gallery in New York.
Ein Detroiter Industrieller, Charles Lang Freer, kaufte 1889 erst ein Gemälde von Tryon und wurde dann sein wichtigster Mäzen. Freer kaufte dutzende von Tryons Gemälden, darunter viele seiner besten Werke, und arbeitete eng mit ihm zusammen bei der Innenausstattung seines Detroiter Hauses. Freer, ein wichtiger Sammler asiatischer Kunst und von Werken James McNeill Whistlers, ging daran die Freer Gallery of Art zu errichten, Teil der Smithsonian Institution in Washington, D.C., wo heute viele Werke von Tryon ausgestellt werden. 1891 wurde Tryon von der National Academy zum Vollmitglied (NA) gewählt.
Neben seiner Malerei lehrte Tryon von 1886 bis 1923 am Smith College in Teilzeit. Spät in seiner Karriere errichtete er die Tryon Gallery of Art. Er starb an Krebs.